# Охридско-битољска епархија
Охридско-битољска епархија је некадашња епархија Српске православне цркве која је основана 1931. године. Почевши од 1967. године била је захваћена расколом, који је изазван неканонским проглашењем аутокефалности Македонске православне цркве. У склопу спровођења Нишког споразума од 2002. до 2005. године, њено подручје је укључено у састав Православне охридске архиепископије.

## Историја
Приликом доношења првог Устава СПЦ (1931) спроведено је преуређење епархијске управе на подручју тадашње Вардарске бановине, услед чега је извршено спајање дотадашњих епархија Охридске и Битољске у јединствену Охридско-битољску епархију, са седиштем у Битољу. Новој епархији је у исто време прикључено и подручје Поречког среза, које је издвојено из састава Скопске епархије.
Први епископ ове обједињене епархије је био Николај Велимировић (1931—1936), дотадашњи епископ охридски, који је након потоњег преласка на другу дужност (1936) наставио да администрира овом епархијом све до 1938. године, када је за новог охридско-битољског епископа изабран Платон Јовановић (1938—1939). Након његовог преласка на другу дужност, епархијом је почевши од 1940. године администрирао злетовско-струмички епископ Викентије Проданов.
Током бугарске окупације (1941—1944) епархија је тешко пострадала, а усљед ратних прилика администратор Викентије Проданов није био у прилици да врши своју дужност.
Након ослобођења (1944) нове комунистичке власти нису допустиле администратору епархије да се врати на своју дужност, тако да су на подручју ове епархије завладале нередовне прилике услед покрета за стварање посебне црквене управе у тадашњој Народној Републици Македонији.
Након дугих и сложених преговора који су вођени током 1958. и 1959. године, постигнут је споразум о стварању самоуправне Православне цркве у Македонији, која је остала у канонској заједници са Српском патријаршијом. Према постигнутом договору, извршени су избор и хиротонија Климента Трајковског за новог епископа ове епархије, са насловом „епископ преспанско-битољски“.
Упркос томе, епископ Климент је 1967. године учествовао у неканонском проглашењу аутокефалности „Македонске православне цркве“ усљед чега је од стране Српске патријаршије стављен под црквени суд.
Пошто је дошло до потпуног раскола, Српска православна црква није признавала разне промене које је у епархијском устројству након 1967. године често вршила "Македонска православна црква", а неке од тих промена су се односиле и на подручје ове епархије, на којем је МПЦ временом створила две неканонске епархије, Преспанско-пелагонијску и Дебарско-кичевску.
Након проглашења независности Републике Македоније у пролеће 1992. године, Свети архијерејски сабор Српске православне цркве је на ванредном заседању донео одлуку да се због измењених околности за све епархије у Македонији постави посебан администратор. На наредном заседању Светог архијерејског сабора СПЦ у пролеће 1993. године за администратора је изабран Јован Младеновић, новоизабрани титуларни епископ тетовски. Иако је владика Јован као администратор покушао да посети епархије СПЦ у Републици Македонији, рад на том подручју му је био онемогућен. Стога је привремено боравио у манастиру Прохор Пчињски и одатле је обављао своје администраторске дужности. Након његовог избора за епископа западноамеричког (1994), дужност администратора је поверена врањском епископу Пахомију Гачићу који је такође наилазио на велике потешкоће у раду на организацији правилног црквеног живота у тадашњој БЈРМ. Сви ови напори Српске православне цркве били су усмерени ка отклањању црквеног раскола и проналажењу решења за успостављање канонског поретка у Републици Македонији.
Такво стање је трајало све до склапања Нишког споразума и његовог спровођења у живот (2002—2005) путем стварања канонских епископија, Преспанско-пелагонијске и Дебарско-кичевске, у оквиру аутономне Православне охридске архиепископије.

## Епископи
| Портрет | Име и презиме       | Време службе       | Напомене                                                              |
| ------- | ------------------- | ------------------ | --------------------------------------------------------------------- |
|         | Николај Велимировић | епископ 1931—1936. | администратор 1936—1938.                                              |
|         | Платон Јовановић    | епископ 1938—1939. | администратор 1939—1940.                                              |
|         | Викентије Проданов  | администратор      | 1940—1958.                                                            |
|         | Климент Трајковски  | епископ 1959-1967. | са насловом „епископ преспанско-битољски“ (од 1967. године у расколу) |
|         | Герман Ђорић        | администратор      | 1967—1990.                                                            |
|         | Јован Младеновић    | администратор      | 1993—1994.                                                            |
|         | Пахомије Гачић      | администратор      | 1995—2002.                                                            |